# Бадер, Йоханан
Йоханан Бадер (19 августа 1901, Краков, Цислейтания — 16 июня 1994, Рамат-Ган, Тель-Авивский округ) — израильский политик, депутат кнессета от движения «Херут», блока «ГАХАЛ» и партии «Ликуд» (с 1-го до 8-го созыва).

## Биография
Родился 19 августа 1901 года в Кракове (Австро-Венгрия, ныне Польша) в семье Леопольда Бадера и его жены Евгении (урожд. Бекштейн). Окончил гимназию в Кракове, а также Ягеллонский университет, где получил степень доктора права.
Был членом еврейской социалистической партии «Бунд», затем членом организации «Ха-шомер ха-цаир», а затем стал членом ревизионистской сионистской организации «Ха-Цоар». Был избран членом Центрального комитета ревизионистской организации Западной Галиции. Являлся редактором еженедельника на польском языке «Народная трибуна».
После оккупации Польши немецкими войсками в 1939 году Бадер бежал на территорию СССР в город Луцк. Затем бежал во Львов, где был арестован советскими властями и сослан в Архангельск. В 1941 году освобожден, и в августе 1942 года покинул СССР как член армии Андерса. В декабре 1943 года в составе той же армии прибыл в Подмандатную Палестину, дезертировал и присоединился к подпольной организации Иргун. В 1945 году арестован властями и помещен в заключение в лагере Латрун, где находился до мая 1948 года.
После освобождения стал одним из основателей движения «Херут» и редактором одноименного еженедельника.
В 1949 году избран депутатом кнессета 1-го созыва, затем переизбирался депутатом кнессета 2-го, 3-го, 4-го, 5-го, 6-го, 7-го, 8-го созывов. В разные годы был членом финансовой комиссии, комиссии по регламенту, законодательной комиссии, комиссии по иностранным делам и безопасности, комиссии по экономике.
В кнессете 8-го созыва (1974—1977) возглавлял комиссию по вопросам государственного контроля.
Умер 16 июня 1994 года в Рамат-Гане.